# Йосиока
Йосиока (яп. 吉岡町 Ёсиока-мати) — посёлок в Японии, находящийся в уезде Китагумма префектуры Гумма. Площадь посёлка составляет 20,50 км², население — 20 440 человек (1 июля 2014), плотность населения — 997,07 чел./км².

## Географическое положение
Посёлок расположен на острове Хонсю в префектуре Гумма региона Канто. С ним граничат города Маэбаси, Сибукава и село Синто.

## Население
Население посёлка составляет 20 440 человек (1 июля 2014), а плотность — 997,07 чел./км². Изменение численности населения с 1980 по 2005 годы:
| 1980 | 11 501 чел. |  |
| 1985 | 12 488 чел. |  |
| 1990 | 13 672 чел. |  |
| 1995 | 15 171 чел. |  |
| 2000 | 16 504 чел. |  |
| 2005 | 18 060 чел. |  |

## Символика
Деревом посёлка считается гинкго, цветком — хризантема, птицей — полевой жаворонок.